# Lacipa florida
Lacipa florida är en fjärilsart som beskrevs av Swinhoe 1903. Lacipa florida ingår i släktet Lacipa och familjen tofsspinnare. Inga underarter finns listade i Catalogue of Life.